# Sarvangasana
Sarvángásana em devanagari सर्वाङ्गासन, IAST sarvāṅgāsana. Uma das posições do Ioga. Uma das invertidas sobre os ombros. É conhecido como vela, mas é uma adaptação do nome já que sarva é tudo e añga é parte, uma tradução mais apurada é "todas as partes".
Anga faz referência a partes do corpo, ou simplesmente parte de algo.

## Execução
Deite-se, com as mão ao lado dos quadris eleve as pernas estendidas tirando os quadris do solo e apoiando as mãos na altura dos rins. Não dê impulso e deixe as pernas estendidas com os pés apontando para o teto.
A característica dessa posição é deixar o corpo bem reto, perpendicular ao solo.
As invertidas sobre os ombros devem ser compensadas com retroflexões como matsyásana, Viparita Dhanurásana ou Chakrásana. No caso do sarvangásana onde há uma grande utilização da articulação cervical o melhor é a compensação com o matsyásana.

## Outras invertidas sobre os ombros
- Halásana
- Víparita Karanyásana